# Awutu-Effutu-Senya
Pour les articles homonymes, voir Efutu.
Le district d’Awutu-Effutu-Senya est l’un des 13 districts de la Région du Centre (Ghana).